# Melanochelys
Melanochelys – rodzaj żółwi z rodziny batagurowatych (Geoemydidae).

## Zasięg występowania
Rodzaj obejmuje gatunki występujące w południowej Azji (Malediwy, Indie, Sri Lanka, Nepal, Bhutan, Bangladesz i Mjanma).

## Systematyka

### Etymologia
- Melanochelys: gr. μελας melas, μελανος melanos „czarny”[6]; χελυς khelus „żółw rzeczny”[7].
- Chaibassia: Chaibassa, Bihar, wschodnie Indie[3]. Gatunek typowy: Geoemyda tricarinata Blyth, 1856.

### Podział systematyczny
Do rodzaju należą następujące gatunki: 
- Melanochelys tricarinata (Blyth, 1856)
- Melanochelys trijuga (Schweigger, 1812)